# Jaskinia na Łopiankach
Jaskinia na Łopiankach (również Jaskinia na Łopiankach I) – jaskinia w dolnej części wąwozu Półrzeczki, na północ od wsi Mników na Łopiankach. Pod względem geograficznym znajduje się na Garbie Tenczyńskim, na południowym skraju Wyżyny Krakowsko- Częstochowskiej.

## Opis jaskini
Jaskinia znajduje się w orograficznie lewych zboczach wąwozu, w skale tuż za podmokłą łąką u wylotu wąwozu. Do wnętrza prowadzi duży otwór, częściowo zasłonięty dużą skałą opadłą ze ścian skalnych nad jaskinią. Za wejściem do jaskini znajduje się duża komora ze skalnym filarem i kominem w stropie sali. Od komory wejściowej prowadzi w głąb jaskini kręty korytarz z bocznymi rynnami. Jego ściany pokrywają kaskady nacieków. Korytarz za zakrętem zwęża się i zamienia w ciasny tunel. Dawniej przed tunelem był zacisk, został jednak rozkopany. Tunel prowadzi do niewielkiej sali, za którą w głąb masywu ciągnie się jeszcze ciasny korytarz o długości kilkunastu metrów. Jest on częściowo zamulony. Korytarze jaskini są bardzo wilgotne, z naciekami i bardzo błotniste. W jaskini występują pająki oraz nietoperze.
Łączna długość jaskini wynosi 70 m.
W odległości 13 m na prawo od wejścia do Jaskini na Łopiankach znajduje się otwór dużo mniejszej Rury na Łopiankach.

## Historia eksploracji
Miejscowej ludności jaskinia znana była od dawna, w pisanych źródłach po raz pierwszy wzmiankuje o niej Piotr Umiński w 1876 r. Dokonał niewielkiego przekopu w tylnej komorze jaskini i znalazł tam skorupy naczyń i kości. Archeologicznie jaskinię przebadał Gotfryd Ossowski w latach 1880–1881. Znalazł w niej fragment ułożonego ze skał muru, a w namulisku bogaty materiał archeologiczny, m.in. materiał krzemienny oraz wyroby z kości, które uznał za wytwory ludzi z dawnych epok. Wzbudziły one jednak zastrzeżenia u archeologów i ostatecznie uznano je za falsyfikaty. W 1989 roku przekopano się do drugiej salki, odkrycia dalszych części jaskini nastąpiły w latach 1994–1995.

## Galeria

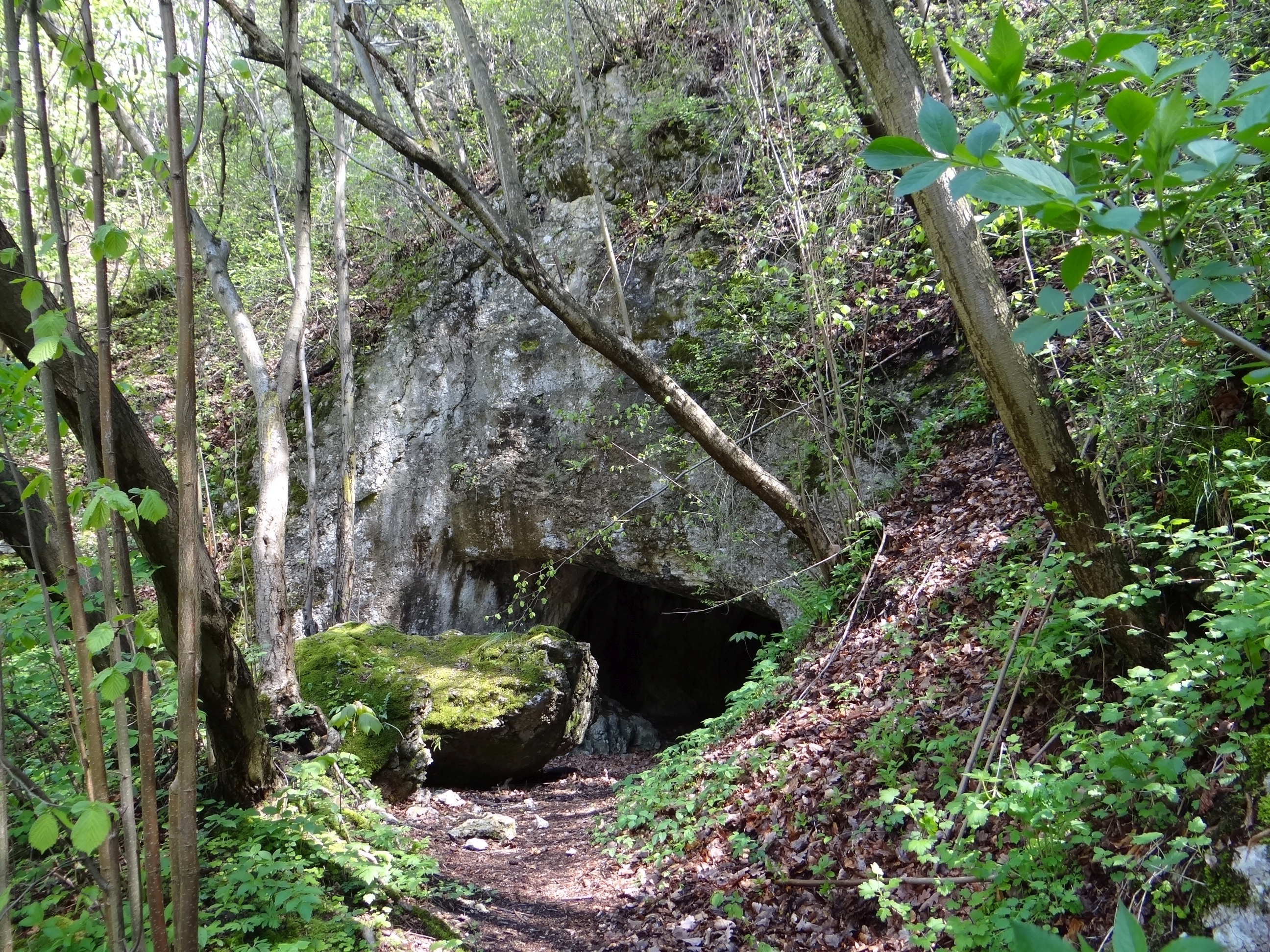
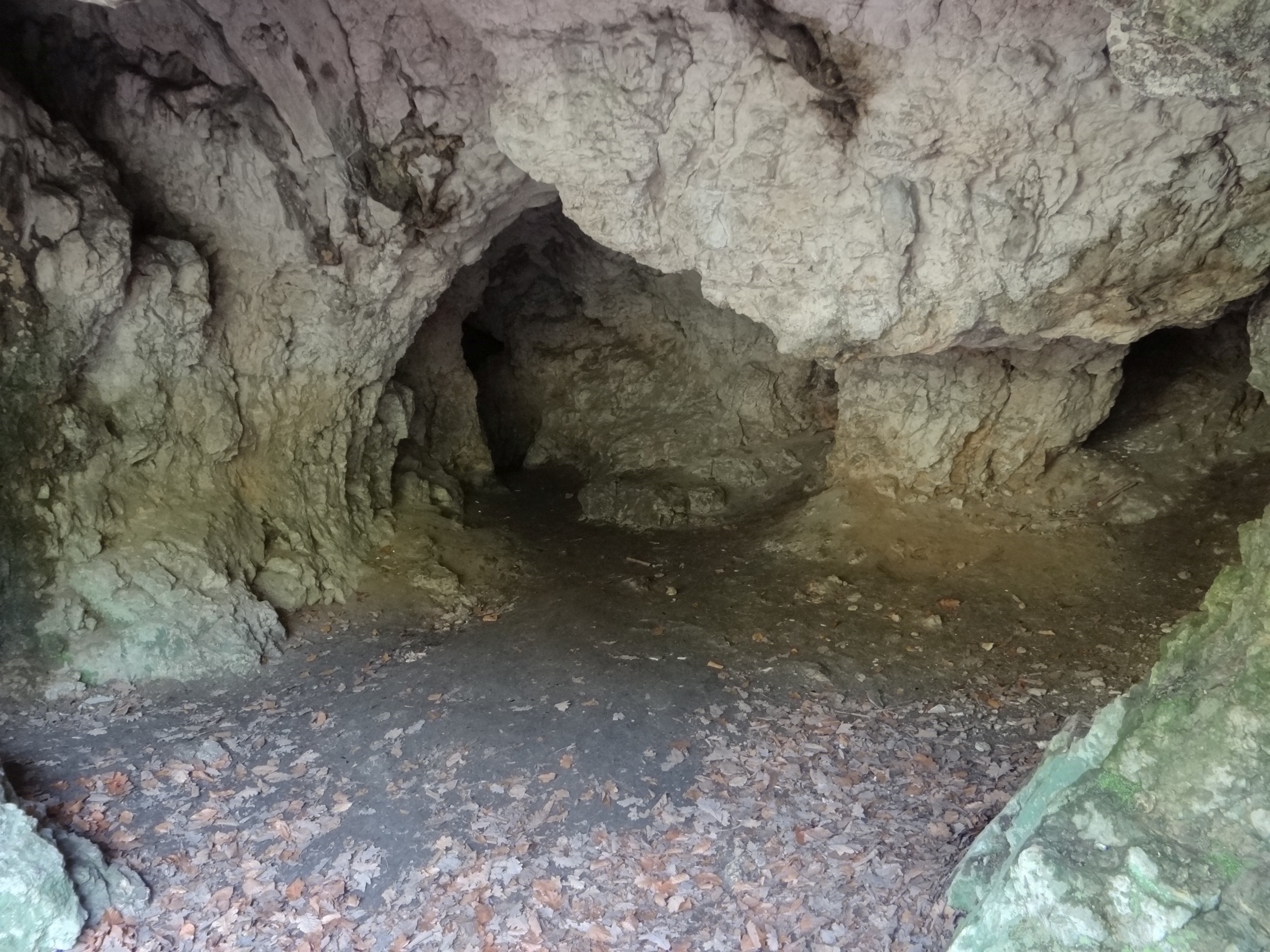
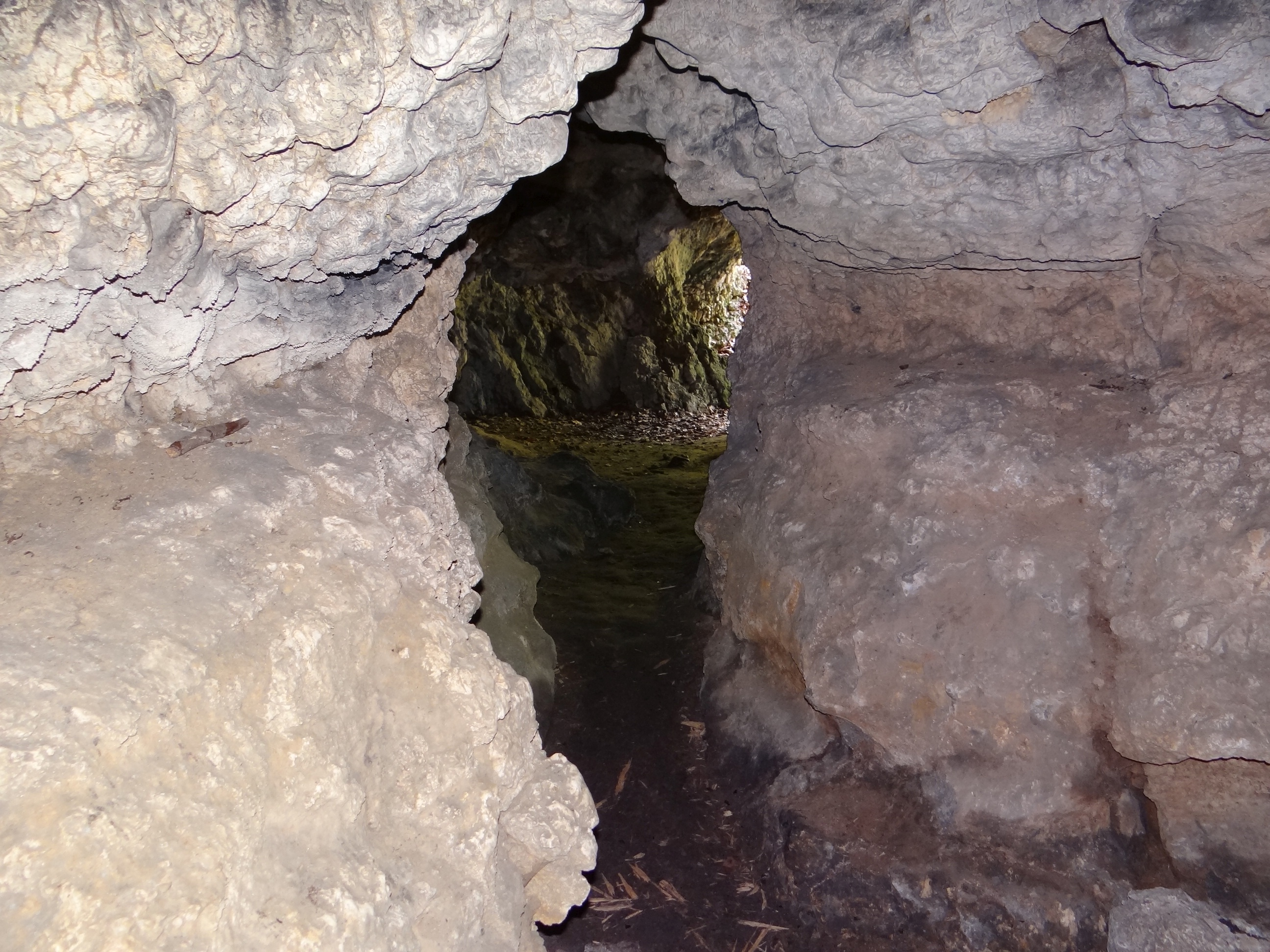
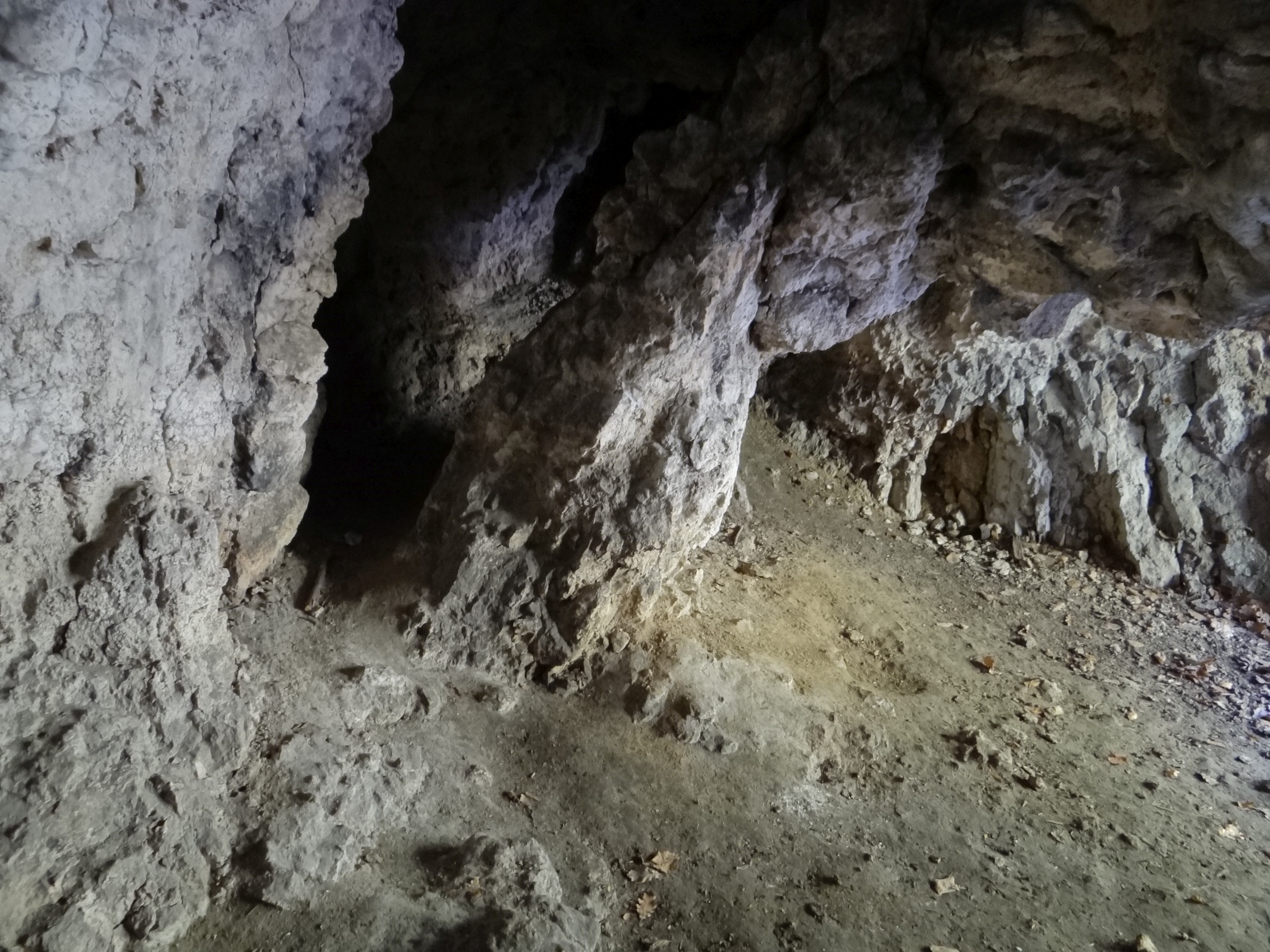